# Shrooms
Shrooms är en irländsk-engelsk-dansk skräckfilm från 2007. Den är regisserad av Paddy Bratnach och skriven av Pearse Elliot.

## Handling
Några amerikanska ungdomar bestämmer sig för att åka och samla psykedeliska svampar ute i den irländska vildmarken. Det dröjer dock inte länge innan man börjar tvivla på att de spökhistorier som berättas vid lägerelden är just bara historier.